# Susanne Sieker
Susanne Sieker (* 22. April 1956 in Bielefeld) ist eine deutsche Rechtswissenschaftlerin und Hochschullehrerin.

## Leben
Nach dem Abitur war Sieker von 1975 bis 1979 in der Finanzverwaltung des Landes Nordrhein-Westfalen tätig, in der sie nach der Ausbildung als Steuerinspektorin arbeitete. Von 1979 bis 1986 schloss sich ein Studium der Rechtswissenschaften im Rahmen der Einstufigen Juristenausbildung an der Universität Bielefeld an. Nach dem Abschluss in Bielefeld verblieb Sieker dort bis 1987 als Wissenschaftliche Mitarbeiterin, wechselte dann an die Freie Universität Berlin, an der sie 1991 mit der Arbeit Eigenkapital und Fremdkapital der Personengesellschaft: Gesellschaftsrecht, Steuerrecht, Bilanzierungsfragen zum Dr. jur. promoviert wurde. Anschließend war sie Wissenschaftliche Mitarbeiterin beim Bundesverfassungsgericht im Dezernat von Paul Kirchhof tätig, bevor sie 1993 als Wissenschaftliche Assistentin zurück an die FU Berlin ging. Dort erfolgte 1999 unter Joachim Schulze-Osterloh die Habilitation mit der Arbeit Umgehungsgeschäfte: typische Strukturen und Mechanismen ihrer Bekämpfung.
Im Oktober 1999 nahm Sieker die Lehrstuhlvertretung für deutsches und europäisches Finanz- und Steuerrecht an der Technischen Universität Darmstadt an, 2000 erhielt sie dort die vertretene Professur. 2004 folgte sie dem Ruf zur Universitätsprofessorin an die Juristische Fakultät in Halle der Martin-Luther-Universität Halle-Wittenberg und übernahm dort zunächst den Lehrstuhl für Bürgerliches Recht, Handelsrecht, Steuerrecht und Wirtschaftsrecht von der im Erziehungsurlaub befindlichen Cordula Stumpf. Cordula Stumpf kehrte mittlerweile auf den Lehrstuhl für Bürgerliches Recht, Handelsrecht, Deutsches und Internationales Steuer- und Wirtschaftsrecht, Europarecht zurück, während Susanne Sieker ihren Lehrstuhl beibehalten konnte.

## Forschungsschwerpunkte
Zu den Schwerpunkten von Sieker zählen das Steuerrecht, Bürgerliches Recht, Handels- und Gesellschaftsrecht sowie Wirtschaftsrecht. Durch ihren steuerrechtlichen Schwerpunkt konnte Sieker den von Roland Donath begründeten Schwerpunkt Steuerrecht an der Juristischen Fakultät in Halle reaktivieren.

## Publikationen (Auswahl)
Monographien
- Eigenkapital und Fremdkapital der Personengesellschaft: Gesellschaftsrecht, Steuerrecht, Bilanzierungsfragen. Köln 1991: O. Schmidt. ISBN 3-504-64215-7.
- Umgehungsgeschäfte: typische Strukturen und Mechanismen ihrer Bekämpfung. Tübingen 2001: Mohr Siebeck. ISBN 3-16-147602-6.

Kommentierungen
- Kirchhof/Söhn/Mellinghoff, Einkommensteuergesetz, Kommentierung des § 34 EStG, Mai 2011, 218. Ergänzungslieferung.
- Lademann, Kommentar zum Einkommensteuergesetz, Kommentierung des § 16 EStG, 2010, 150., 164., 168., 175. Ergänzungslieferung.